# Тюльга Іван Миколайович
Іван Миколайович Тюльга (14 лютого 1914, Юзівка — 1980, Київ) — радянський військовик, учасник радянсько-фінської та німецько-радянської воєн, начальник Горьковського (з 1959 по 1962 р.) та Київського (з 1962 по 1972 р.) військових училищ зв'язку, генерал-майор військ зв'язку.

## Біографія
Народився 14 лютого 1914 року в місті Юзівці (нині Донецьк). У 1933 році закінчив відділення міських телефонних мереж Мінського електронного технікуму зв'язку, після чого працював заступником по технічній частині начальника Дзержинського районного відділу зв'язку Мінської області Білоруської РСР.
У серпні 1936 року призваний на службу в Робітничо-селянську Червону Армію. У 1939 році закінчив Київське вище військове інженерне училище зв'язку імені М. І. Калініна. Брав участь у радянсько-фінській війні, за бої в якій нагороджений своєю першою бойовою нагородою — медаллю «За бойові заслуги».
У роки німецько-радянської війни служив старшим помічником начальника відділення телеграфно-телефонних засобів зв'язку 1-го відділу Управління зв'язку Волховського фронту. Особисто керував ремонтно-відновлювальними роботами на місцях ворожих бомбардувань, відновлював зруйновані лінії зв'язку.
Після закінчення війни продовжив службу в Радянській Армії. У 1950-ті роки він закінчив Військову академію Генерального штабу Збройних Сил СРСР. У 1959 році призначений на посаду начальника Горьковського військового училища зв'язку (нині — Санкт-Петербурзький військовий університет зв'язку). У 1962 році переведений до Києва на посаду начальника Київського вищого військового інженерного училища зв'язку імені М. І. Калініна, яке він колись закінчував.

Могила Івана Тюльги

У 1972 році, в званні генерал-майора військ зв'язку, вийшов у відставку. Проживав у Києві. Помер в 1980 році, похований на Лук'янівському військовому кладовищі.

## Відзнаки
Нагороджений орденами Червоного Прапора, Вітчизняної війни 2-го ступеня, Червоної Зірки, кількома медалями.